# Oreșak, Varna
Oreșak (în bulgară Орешак) este un sat în comuna Aksakovo, regiunea Varna,  Bulgaria. 

## Demografie
Componența etnică a satului Oreșak
     Bulgari (93,59%)
     Nicio identificare (3,91%)
     Altele (2,49%)
La recensământul din 2011, populația satului Oreșak era de 281 locuitori. Din punct de vedere etnic, majoritatea locuitorilor (93,59%) erau bulgari. Pentru 3,91% din locuitori nu este cunoscută apartenența etnică.